# László Kún

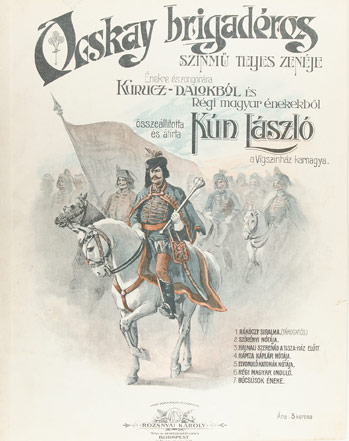
László Kún: Ocskay brigadéros für Gesang und Klavier

László Kún (* 18. August 1869 in Sarkad; † 1939 in New York City) war ein ungarischer Komponist und Kapellmeister.

## Leben
Kún studierte von 1887 bis 1890 Komposition an der Königlich-Ungarischen Musikakademie in Budapest. Danach war er 1895 am Nationaltheater in Kolozsvár und 1896 am Nationaltheater in Budapest als Kapellmeister tätig. Ab 1897 unterrichtete er Klavier und Gesang an der Schauspielschule des Vígszínház und wurde Leiter des Orchesters an diesem Theater. Zudem wirkte er als Lehrer an der Musikakademie von Ernő Fodor. 1909 kehrte er vom Vígszínház wieder an das Nationaltheater in Budapest zurück. Kún hatte Interesse an zeitgenössischen Kompositionen und führte 1911 mit Feu d'artifice zum ersten Mal ein Werk von Igor Stravinsky in Ungarn auf. Er schrieb nach literarischen Vorlagen eine Reihe von musikalischen Bühnenwerken. Anfang der 1920er Jahre ging er in die USA und wurde im März 1925 Kapellmeister des Guild-Theaters in New York.

## Werke (Auswahl)
- A kiralynő férje, Komische Oper
- Bolond Istók, Singspiel in drei Aufzügen
- Helyreasszony
- Ocskay brigadéros
- Rákóczi fia
- Rontó Pál
- Scherzo, für Orchester
- Többsincs királyfi (nach dem gleichnamigen Buch von Elek Benedek)